# Über den Granit

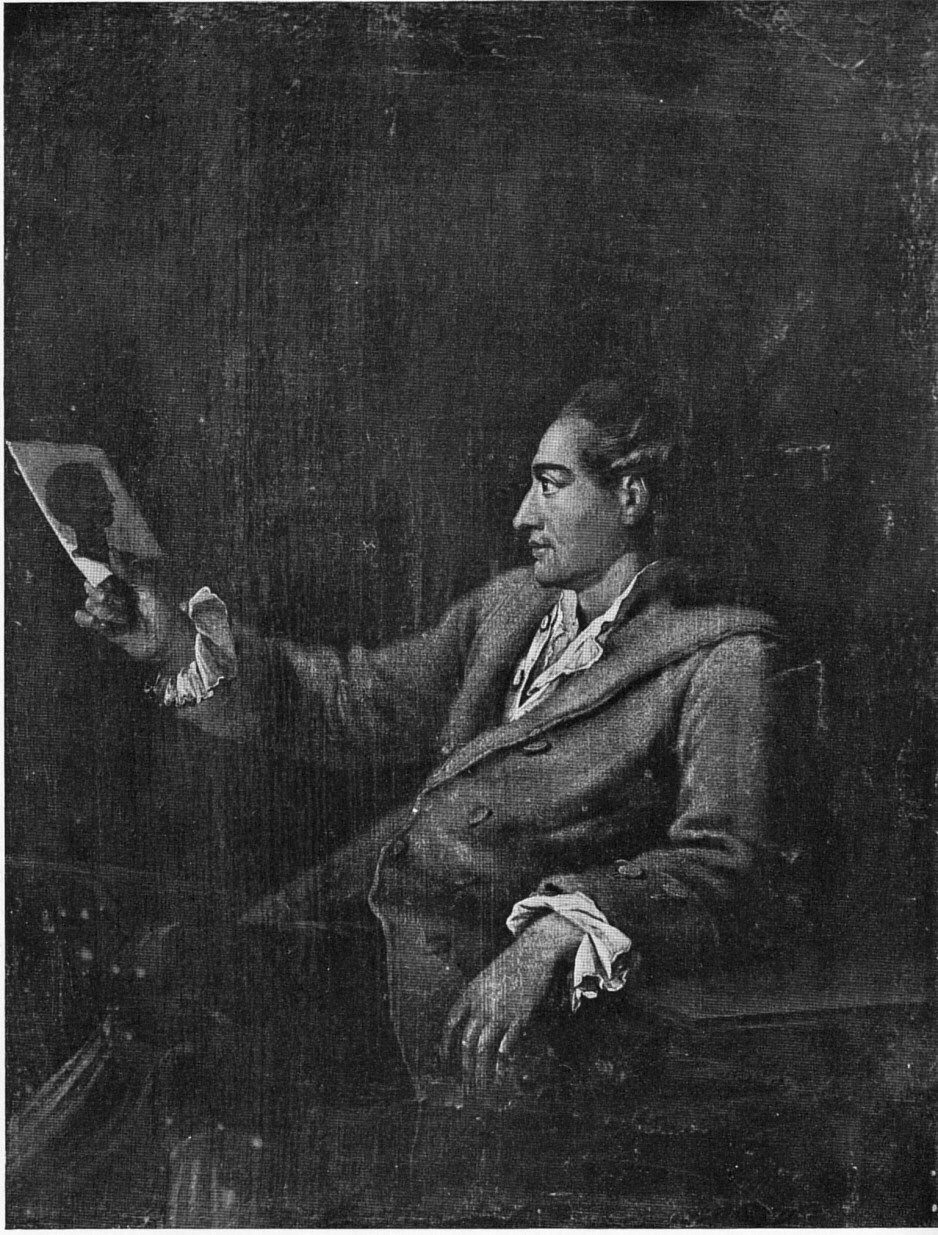
Goethe 1777

Über den Granit ist eine kleine dichterische Abhandlung aus dem Nachlass von Johann Wolfgang von Goethe, geschrieben im Januar 1784 und im Druck erst 1878 in Berlin erschienen. Anders als der Titel nahelegt, hat der Aufsatz nichts mit Geologie oder anderen exakten Naturwissenschaften zu tun.

## Inhalt
Goethe schreibt, die Alten nannten den rotgesprengten Granit Syenit von Syene. Folgerichtig ist darauf von den Ägyptiern die Rede und von ihren Obelisken, Sphinxe und auch von äthiopischen Memnonsbildern.
Der Granit, der den Namen von seinem körnichten Ansehen habe, sei das Höchste und das Tiefste, die Grundfeste unserer Erde. Wie ist Goethe auf das Thema Granit gekommen? Er gesteht, dass die Schilderung des menschlichen Herzens, des jüngsten, mannigfaltigsten, beweglichsten, veränderlichsten, erschütterlichsten Teiles der Schöpfung, ihn zu der Beobachtung des ältesten, festesten, tiefsten, unerschütterlichsten Sohnes der Natur geführt habe. Denn alle natürlichen Dinge, begründet Goethe seinen Gedankengang, ständen in einem genauen Zusammenhange.
Im Granit vermutet Goethe die ersten, festesten Anfänge unseres Daseins, die auch noch unerschüttert bleiben, wenn in der Ferne Vulkane toben.
Zum Schluss geht Goethe auf konträre Ansichten unserer Vorfahren ein. Behaupten die einen steif und fest, das Urgebirge sei durchaus ganz, als wenn es aus einem Stücke gegossen wäre, so gibt es andere Beobachter, die nur Flözklüfte in Lager und Bänke getrennt und nach allen Richtungen durchschnitten sehen. Es sieht so aus, als wolle der Autor diese angetroffene Verwirrung ordnend auflösen, aber da bricht das Fragment ab.

## Zitat
Angesichts des Urgesteins aus der Tiefe bittet der Dichter den Leser: Man gönne mir die erhabene Ruhe, die jene einsame stumme Nähe der großen, leise sprechenden Natur gewährt (Quelle, S. 255).

## Selbstzeugnis
„Meinen neuen Roman über das Weltall hab ich unterwegs noch durchgedacht und gewünscht daß ich dir ihn dicktiren könnte.“

„Ich habe heut früh an meiner Abhandlung über den Granit dicktirt, und dazwischen immer an meine Geliebte gedacht, und mich erinnert wie ich von allen Höhen dieser Felsen die ich bestiegen, zurück nach der Wohnung meiner besten mich gesehnt habe.“

## Rezeption
- Nach der Lektüre des knappen Aufsatzes hat es den Anschein, als sei dieses Fragment Einleitung zu einem umfangreicheren Text. Nach Conrady (S. 549) könnte es vielleicht für den geplanten und nicht geschriebenen Roman über das Weltall (s. o.) gearbeitet worden sein.
- Treffend nennt Conrady (S. 930) die kleine Arbeit eine Hymne auf den Granit und stellt sie den Naturbeobachtungen des Dichters über die Wolkenformen gegenüber. Das Festeste und das Leichteste hat auch Goethe im Sinn, wenn er in Über den Granit auf seiner Erde steht und die Einflüsse des Himmels ihn näher umschweben. Dann wird er zu höheren Betrachtungen der Natur hinaufgestimmt.